# Casa Leandre Bou
La Casa Leandre Bou és un edifici situat al xamfrà entre els carrers d'Enric Granados i de València de Barcelona, inclòs a l'Inventari del Patrimoni Arquitectònic de Catalunya.

## Història
Va ser projectat el 1902 per l'arquitecte Antoni Serrallach per al constructor Leandre Bou i Ferrer (L'Hospitalet de Llobregat, 1868-Mendoza, 1942), i reformat el 1925 per Josep Domènech i Mansana amb la remunta d'una mansarda per a Sofia Mansana i Tarrès, vídua de l'advocat Joaquim Gustà i Astrell.

## Descripció
Edifici d'habitatges entre mitgeres de planta baixa i 6 pisos, l'últim dels quals es corona amb una mansarda.
A la façana les quatre obertures marquen els eixos horitzontals, mentre que a banda i banda destaquen les grans tribunes semicirculars que recorren tota la façana fins al pis superior on es presenten reculades. Les finestres de les tribunes són vidriades amb una llinda trilobulada i decoracions florals a la llosa sota la primera tribuna. A continuació de les tribunes trobem dos eixos més d'obertures.
La porta d'accés està situada al centre de la façana emmarcada pel balcó amb balustrada del primer pis. A sobre de la porta d'accés hi ha una altra obertura a la planta principal dividida per una columna que sustenta el balcó corregut del segon pis. Les obertures presenten diferents tipus de decoració a nivell de la llinda i dels trencaaigües. Pel que fa a l'interior, destaca la decoració del vestíbul i de l'escala, les rajoles de l'arrambador i els vitralls situats a la llinda de la porta la porteria, a les glorietes i a diverses finestres practicables.